# Isaak Kupczik
Isaak Juljewicz Kupczik (ros. Исаак Юльевич Купчик, ur. 8 stycznia?/20 stycznia 1900 w kolonii Bolszaja Sejdiminucha w guberni chersońskiej, zm. 7 września 1937) – funkcjonariusz radzieckich służb specjalnych, major bezpieczeństwa państwowego.

## Życiorys
Skończył 8 klas gimnazjum w Bachmucie. Podczas niemieckiej okupacji walczył w oddziale partyzanckim, w 1919 pracował w Komitecie Wykonawczym Donieckiej Rady Gubernialnej, 1919-1923 służył w Armii Czerwonej m.in. jako dowódca plutonu i pracownik polityczny w Kijowskim i Charkowskim Okręgu Wojskowym oraz Siłach Zbrojnych Ukrainy i Krymu. Od 1919 należał do RKP(b), od 1923 pracował w organach GPU, m.in. jako pełnomocnik i potem szef Wydziału Specjalnego Oddziału GPU Ukraińskiego Okręgu Wojskowego. W 1929 został naczelnikiem 22 Wołoczyskiego Pogranicznego Oddziału GPU, później pracował w GPU Ukraińskiej SRR, był m.in. szefem Wydziału Ekonomicznego Donieckiego Sektora Operacyjnego i pomocnikiem szefa Wydziału Ekonomicznego GPU Ukraińskiej SRR, a od listopada 1932 do 11 sierpnia 1933 szefem Mołdawskiego Obwodowego Oddziału GPU i jednocześnie szefem 25 Mołdawskiego Pogranicznego Oddziału GPU. Od września 1933 do września 1934 był zastępcą szefa Charkowskiego Obwodowego Oddziału GPU/Zarządu NKWD obwodu charkowskiego, później pozostawał w rezerwie NKWD Ukraińskiej SRR, a od 1935 do grudnia 1936 był zastępcą szefa Zarządu Milicji Robotniczo-Chłopskiej NKWD Ukraińskiej SRR, następnie do sierpnia 1937 szefem Wydziału Specjalnego Zarządu Bezpieczeństwa Państwowego (UGB) NKWD Ukraińskiej SRR i jednocześnie szefem Wydziału Specjalnego GUGB Kijowskiego Okręgu Wojskowego. W 1936 otrzymał stopień majora bezpieczeństwa państwowego. Został nagrodzony Odznaką Honorowego Funkcjonariusza Czeki/GPU.
7 sierpnia 1937 został aresztowany w Kijowie, następnie skazany na śmierć i rozstrzelany. Pośmiertnie go zrehabilitowano.